# 베지미아니산

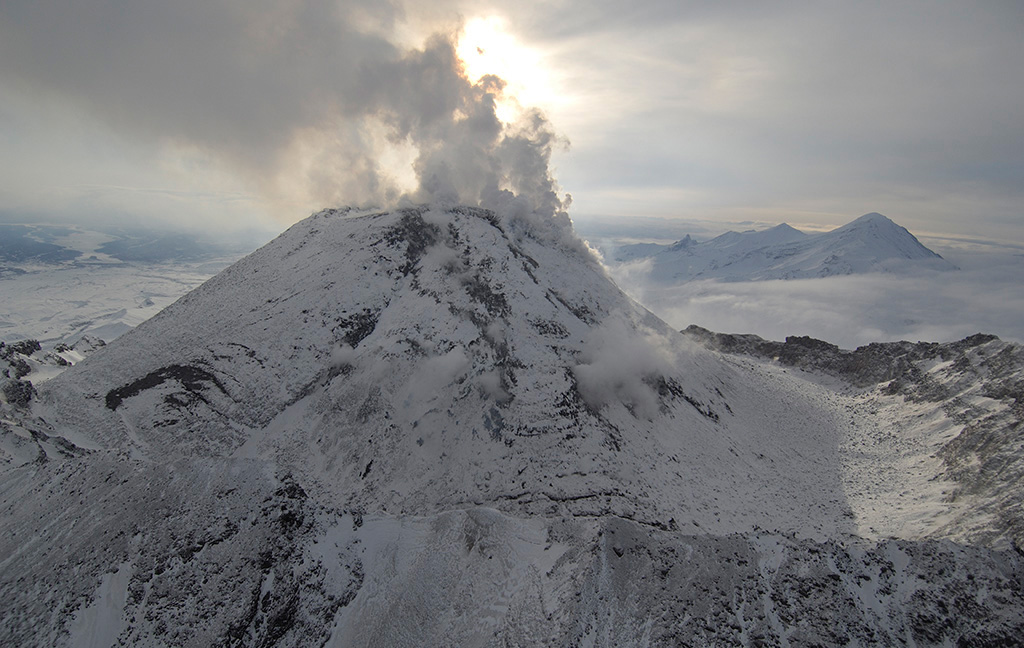

베지미아니산(Bezymianny)은 러시아의 캄차카 화산군에 있는 화산으로, 활화산이다. 이 화산은 성층 화산으로, 카멘 산의 측화산으로 보인다. 분화구에 용암 돔까지 있으며, 유황 성분도 많이 검출된다. 유황에서는 대량의 증기가 나온다. 2012년에 분화한 기록이 있다. 클류쳅스카야 산과 매우 가깝다. 1956년 대분출(지수 5)로 인해 산의 높이가 낮아지고 그 안에 다시 분화가 일어나면서 용암 돔이 만들어졌다. 1955년 이래 자주 분화를 했으며 2010년 이후에는 용암 유출로 형성된 용암 돔이 팽창하는 등 화산 활동이 왕성해졌다. 앞서 베지미아니 화산은 2022년 5월 24일과 25일에도 상당히 큰 분화를 했다고 한다. 2019년 3월 분화 때는 분연을 15km 상공까지 뿜어냈다. 2022년 5월 28일에 대규모 분화를 하였다. 그리고 세인트헬렌스산 분화의 전조를 파악하는 과정에서 지질학자 존스턴이 1956년 구 소련 당시의 베지미아니 화산 분화를 많이 참고한 것으로 알려져 있다. 베지미아니 화산도 분출 당시 마찬가지로 측면이 부풀고 증기가 분출되는 현상을 보였다.